# Conventie van Moss
De Conventie van Moss was een staakt-het-vuren-overeenkomst, die in de Noorse stad Moss op 14 augustus 1814 werd ondertekend tussen de Zweedse koning en de Noorse regering. De conventie volgde op de Zweeds-Noorse Oorlog, die was uitgebroken omdat Noorwegen aanspraak maakte op eigen soevereiniteit. Dit werd door Zweden betwist. De conventie van Moss werd het de facto-vredesakkoord en vormde de basis voor de personele unie tussen Zweden en Noorwegen, die werd ingesteld toen het Noorse Storting (het parlement) Karel XIII van Zweden op 4 november 1814 tot koning van Noorwegen koos (als Karel II). De Unie tussen Zweden en Noorwegen duurde tot 1905 toen Noorwegen deze personele unie voor ontbonden verklaarde.